# Banville
Banville é uma comuna francesa na região administrativa da Normandia, no departamento Calvados. Estende-se por uma área de 4,67 km². Em 2010 a comuna tinha 798 habitantes (densidade: 170,9 hab./km²).